# Micronia discata
Micronia discata är en fjärilsart som beskrevs av Warren. Micronia discata ingår i släktet Micronia och familjen Uraniidae. Inga underarter finns listade i Catalogue of Life.